# 섀도우 댄서 (영화)
섀도우 댄서(Shadow Dancer)는 2012년 공개된 정치 스릴러 영화이다.

## 줄거리
1973년 북아일랜드 분쟁으로 인해 콜렛의 어린 남동생이 죽는다.
1993년 아들이 있는 콜렛은 런던 폭탄 공격 시도로 인해 체포된다. MI5 담당관 맥은 콜렛에게 25년형을 받는 대신 콜렛 본인 가족에 대한 밀고자가 되는 선택지를 준다. 콜렛과 가까워진 맥은 상관 케이트가 실은 아일랜드 조직에 미리 심어놓은 한 첩자를 보호하기 위해 콜렛을 방패막이로 삼아왔다는 걸 알게 되는데...

## 출연
- 클라이브 오언 - 맥 역
- 앤드리아 라이즈버러 - 콜렛 맥베이 역
- 질리언 앤더슨 - 케이트 플레처, 맥의 상관 역
- 에이든 길런 - 제리 맥베이, 큰오빠 역
- 도널 글리슨 - 코너 맥베이, 둘째 오빠 역
- 브리드 브레넌 - 마 역
- 데이비드 윌멋 - 케빈 멀빌, IRA 행동대원 역
- 마이클 매켈해튼 - 리엄 휴스 역
- 스튜어트 그레이엄 - 이언 길모어 역
- 마틴 매캔 - 브렌던 오셰이 역